# Costantino Grimaldi
Costantino Grimaldi (Cava de' Tirreni, 30 gennaio 1667 – Napoli, 16 ottobre 1750) è stato un filosofo, giurista, politico e noto anticurialista italiano.

## Biografia
Nacque a La Cava (attuale Cava de' Tirreni) da nobile famiglia locale di origini genovesi. Compì i suoi studi avvicinandosi a Cartesio, di cui fu seguace e fece parte del gruppo chiamato degli epigoni dell'Accademia degli Investiganti (che comprendeva anche Giuseppe Valletta e Francesco D'Andrea). Fu anche famoso giurista e Consigliere Regio.
Scrisse numerose opere, raccolte poi in "Istoria dei libri di don Costantino Grimaldi. Scritta da lui medesimo". Tra quelle più note si possono elencare le Considerazioni intorno alle rendite ecclesiastiche del Regno di Napoli (Napoli 1708), le Discussioni istoriche teologiche e filosofiche (Lucca 1725), le Dissertazione sulle tre magie, naturale, artificiale e diabolica (Roma 1751, postumo).
Morì a Napoli nel 1750.
Il figlio Gregorio (1695-1767), noto giurista, gli dedicò "Ragioni genealogiche a' favore della Famiglia Grimaldi del Sig. Cons. D. Costantino Grimaldi. Colli signori Grimaldi di Seminara, e con quelli patrizj di Catanzaro" (1700).
Altro suo figlio fu Ginesio, anch'egli noto giurista.